# Jane Oineza
Jane Oineza, född 22 juli 1996, är en filippinsk skådespelare. 

## Filmografi

### Filmer
| År   | Titel                        | Roll              | Produktionsbolag |
| ---- | ---------------------------- | ----------------- | ---------------- |
| 2012 | 24/7 in Love                 | Bambi             | Star Cinema      |
| 2012 | Amorosa                      | Amanda            | Star Cinema      |
| 2010 | I Do                         | Awit              | Star Cinema      |
| 2010 | Miss You Like Crazy          | Magdalena Samonte | Star Cinema      |
| 2007 | Supahpapalicious             | Special Guest     | Star Cinema      |
| 2007 | Bahay Kubo: A Pinoy Mano Po! | Young Rose        | Regal Films      |
| 2008 | Bakit Papa?                  | Blossom           | Regal Films      |